# Prinz-Albrecht-Palais

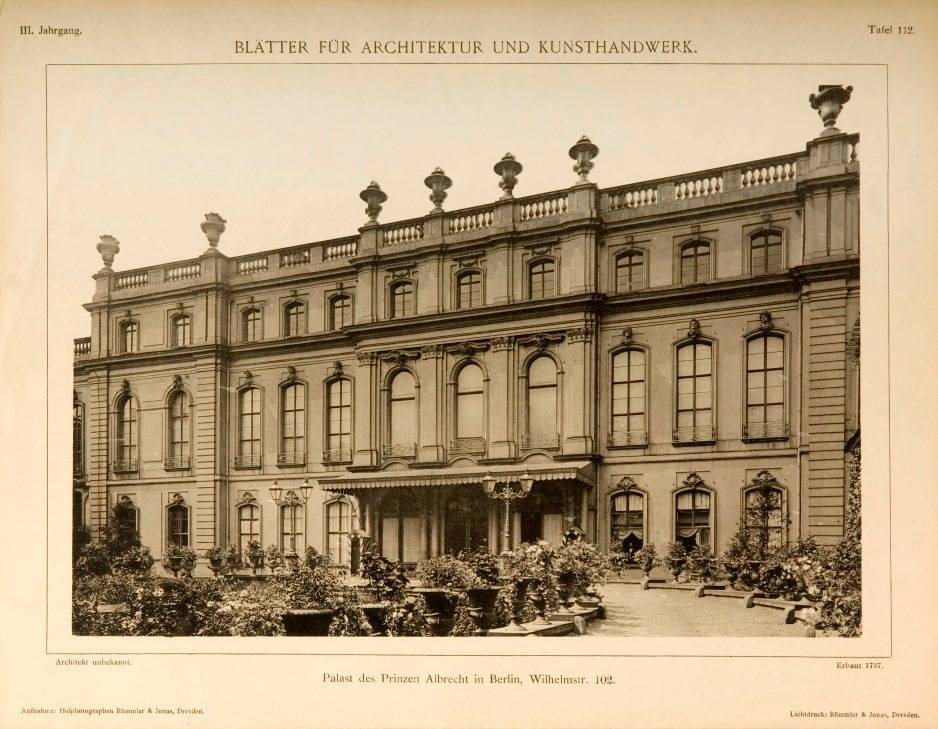
Das Prinz-Albrecht-Palais, Lichtdruck von Römmler & Jonas, 1890

Das Prinz-Albrecht-Palais war ein herrschaftliches Stadtpalais in der Berliner Friedrichstadt. Es befand sich in der Wilhelmstraße 102, gegenüber dem westlichen Ende der Kochstraße, und wurde 1949 nach schweren Kriegsschäden gesprengt.

## Geschichte
Baron Franziskus Matthäus von Vernezobre de Laurieux ließ das Gebäude zwischen 1737 und 1739 errichten. Der aus einer Hugenottenfamilie stammende und 1721 in den preußischen Adels- und Freiherrnstand erhobene Kaufmann hatte im Seidenhandel und mit Bankgeschäften in Paris ein beträchtliches Vermögen erwirtschaftet, das er in Gütern auf dem Barnim, in der Uckermark und in der Niederlausitz anlegte. Als König Friedrich Wilhelm I. ihm befahl, seine Tochter mit dem von ihr abgelehnten Friedrich Wilhelm Quirin von Forcade zu vermählen, konnte Vernezobre die Heirat nur abwenden, indem er anbot, in der vom König für den Bau von repräsentativen Palais vorgesehenen Wilhelmstraße eine Stadtresidenz zu errichten. Nach seinem Tode 1748  ging das Palais als Gemeinschaftserbe an seine Kinder.
Das dreigeschossige Hauptgebäude mit zur Straße hin offenem Ehrenhof und zwei Wirtschaftsflügeln beiderseits des Eingangs lag zu Beginn seiner Geschichte noch etwas abseits in der Nähe der Stadtmauer und der hinter dem Haus liegende Park erstreckte sich bis zur heutigen Stresemannstraße.
Das Palais wurde 1753 an den Gesandten der Republik der Vereinigten Niederlande, Dietrich Hubert von Verelst vermietet und 1760 an den Bankier Carl Friedrich Werstler verkauft. 1763 mietete es Friedrich der Große für ein halbes Jahr und quartierte den türkischen Gesandten Ahmet Resmi Efendi mit seinem Gefolge dort ein. 1769 wurde es meistbietend verkauft an den Minister Ludwig Philipp Freiherr vom Hagen.
Nach dessen Tod erbte es sein Bruder, der Domherr und Landesdirektor Wilhelm Adolf vom Hagen (1721–1787). Von ihm kaufte es die Äbtissin von Quedlinburg, Prinzessin Amalie von Preußen, jüngste Schwester Friedrichs des Großen, als Berliner Sommerresidenz. Nach deren Tod 1787 erbte es Prinz Ludwig, der zweite Sohn Friedrich Wilhelms II., der es 1791 dem Markgrafen Karl Alexander von Ansbach-Bayreuth überließ, weshalb es dann als Anspach’sches Palais bezeichnet wurde.
1802 diente es als Quarantänestation für die damals spektakuläre Pockenschutzimpfung des preußischen Kronprinzen Friedrich Wilhelm III. Nach dem Tod des Markgrafen im Jahr 1806 waren die Besitzverhältnisse strittig, da unklar war, ob das Palais dem Markgrafen übereignet worden war; aber das Palais blieb letztendlich im Besitz der Hohenzollern-Familie, die es für Napoleons Truppen räumen musste und die Verwaltung der französischen Feldpost wurde dort untergebracht. Ab 1808 befanden sich dann Malerateliers und eine Musikschule in dem Palais.

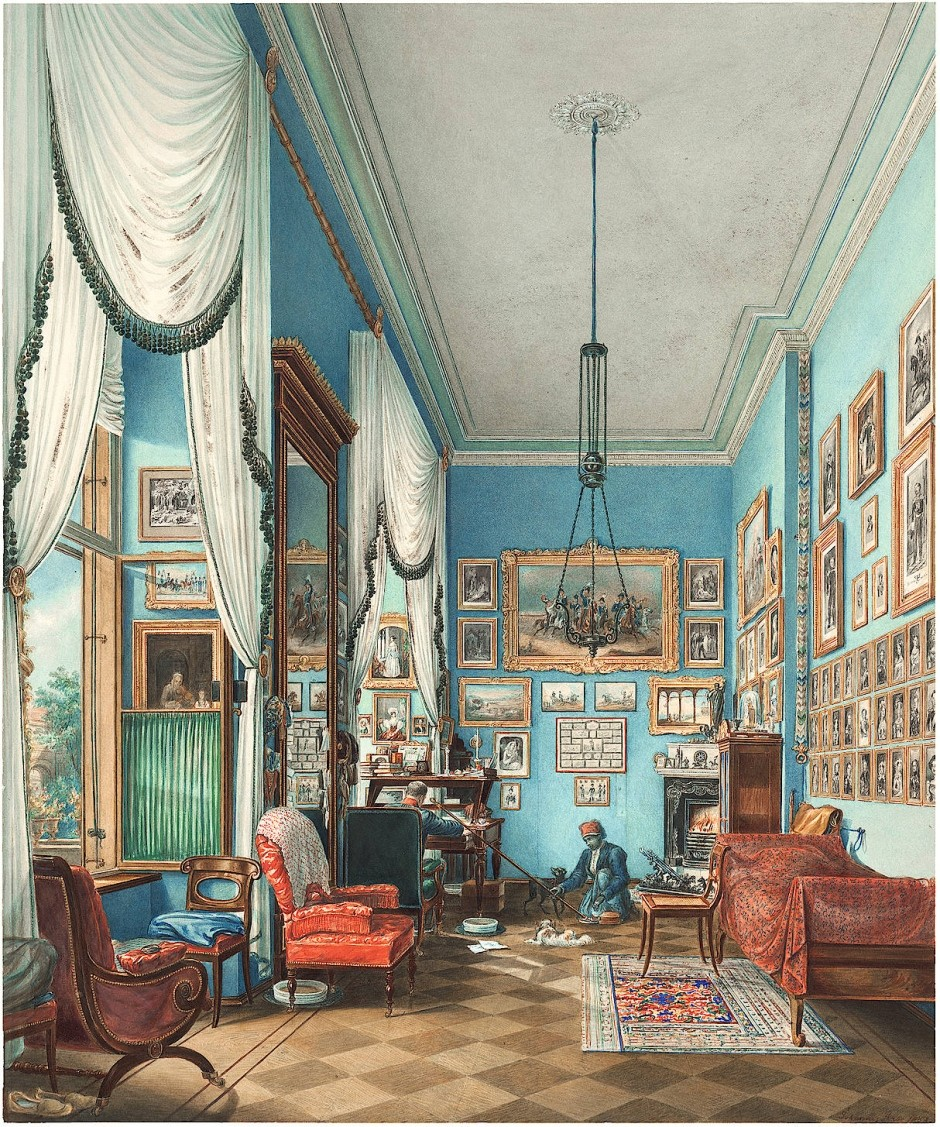
Johannes Rabe: Prinz Albrecht in seinem Arbeitszimmer mit August Sabac el Cher, 1853

Die neu gegründete Luisenstiftung wurde 1811 im Palais untergebracht, bis es um 1830 vom Prinzen Albrecht von Preußen erworben wurde, der es von Karl Friedrich Schinkel renovieren und umgestalten ließ. 1860 bis 1862 erfolgte eine weitere Umgestaltung durch den Architekten Adolf Lohse. Nach dem Tod Albrechts nutzte auch sein Sohn Albrecht das Gebäude als Wohnung. In den Diensten der Prinzen Albrecht stand der Kammerdiener August Sabac el Cher. Auch nach der Novemberrevolution von 1918 blieb das Gebäude Eigentum des Hauses Hohenzollern.
In den 1870er Jahren wurde am Nordrand des Parks eine später „Prinz-Albrecht-Straße“ genannte Privatstraße angelegt; heute Niederkirchnerstraße. Einige kleinere Flächen gehörten zu Grundstücken der Leipziger Straße. Die Gebäude auf der südlichen Straßenseite (Museum für Völkerkunde, Kunstgewerbeschule, -museum bzw. Martin-Gropius-Bau) befanden sich überwiegend auf dem früheren Parkgelände. An der Westseite des Parks, bei der historischen Akzisemauer im Verlauf der heutigen Stresemannstraße, entstanden in den 1920er Jahren Europahaus und Deutschlandhaus.

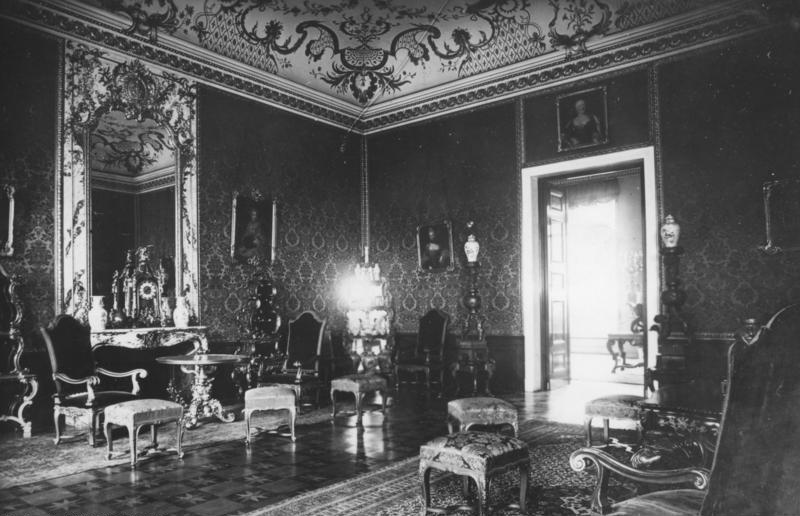
Staatssalon im Palais, 1928

Von 1928 bis 1931 mietete die Reichsregierung das Palais als Gästehaus, beispielsweise für die Könige von Afghanistan (1928) und Ägypten (1929).
Im Jahr 1934 bezog das SD-Hauptamt, die oberste Führungsstelle des Sicherheitsdienstes des Reichsführers SS (SD), unter Reinhard Heydrich das Gebäude. Es wurde damit zugleich der Dienstsitz Heydrichs als Chef der Gestapo. Die danebenliegenden Gebäude Wilhelmstraße 101 und 103–106 gehörten später ebenfalls zum SS-Verwaltungskomplex aus Prinz-Albrecht-Palais und der benachbarten Prinz-Albrecht-Straße (heute: Niederkirchnerstraße).
Bei einem Luftangriff vom 22. zum 23. November 1944 trug das Palais schwerste Beschädigungen davon. Es galt als „Totalverlust“.
Nach der Besetzung Berlins enteignete die Sowjetische Militäradministration in Deutschland den gesamten Privatbesitz der Hohenzollern entschädigungslos. Das Haus ging in den Besitz der Stadt Berlin über.
Der Berliner Senat ließ 1949 die immer noch „eindrucksvolle Ruine“ ohne Rücksicht auf denkmalpflegerische Belange sprengen. Das 1955 abgeräumte Grundstück verpachtete er später zum Teil an den Betreiber eines Autodroms mit dem Firmenmotto „Fahren ohne Führerschein!“. Louis Ferdinand von Preußen, der Chef des Hauses Hohenzollern, verzichtete 1961 auf die Eigentumsansprüche seiner Familie.
Seit 1987 befindet sich auf dem Gelände des Prinz-Albrecht-Palais und der benachbarten Kunstgewerbeschule, der ehemaligen Gestapo-Zentrale, die seit 1992 von der gleichnamigen Stiftung betriebene Gedenkstätte Topographie des Terrors. Dort eröffnete am 6. Mai 2010 das Dokumentationszentrum Topographie des Terrors zur Geschichte des Reichssicherheitshauptamts und der Gestapo.